# 海津市立吉里小学校
海津市立吉里小学校 （かいづしりつ よしさとしょうがっこう）は、かつて岐阜県海津市海津町にあった公立小学校。
少子化のため、2024年3月に旧・海津町の5つの小学校（高須小、吉里小、東江小、大江小、西江小）を統合。海津市立海津小学校の新設により廃校。
跡地は湖池屋の新工場となる予定であったが、工場は駒野工業団地内に建設に変更されたため、跡地の利用は未定である。

## 沿革
- 1873年（明治6年） - 精勤学校が開校。鹿野村の児童が通学する。
- 1874年（明治7年） - 凌雲学校が開校。成戸村、瀬古村、松木村、神桐村、福一色村の児童が通学する。
- 1884年（明治27年） - 精勤学校と凌雲学校が統合。六郷尋常小学校となり、現在地に移転。
- 1897年（明治30年）4月1日 - 成戸村、瀬古村、松木村、神桐村、福一色村、鹿野村が合併し、吉里村が発足。吉里尋常小学校に改称する。
- 1915年（大正4年） - 農業補習学校を併設する。
- 1925年（大正14年） - 吉里尋常高等小学校に改称する。
- 1941年（昭和16年） - 吉里国民学校に改称する。
- 1947年（昭和22年） - 吉里村立吉里小学校に改称する。
- 1955年（昭和30年）1月15日 - 高須町、西江村、大江村、吉里村、東江村が合併し、海津町が発足。同時に海津町立吉里小学校に改称する。
- 1968年（昭和43年） - 海津町立高須小学校平原分校を廃止。平原地区の一部が吉里小学校校区となる。
- 1976年（昭和51年） - 新校舎（鉄筋コンクリート造3階建）が完成。
- 1985年（昭和60年） - 体育館が完成。
- 1995年（平成7年） - 校舎（特別教室棟）を増築。
- 2005年（平成17年）3月28日 - 海津町、平田町、南濃町と合併して海津市が発足。同時に海津市立吉里小学校に改称する。
- 2024年（令和6年）
  - 2月10日 - 閉校並びに150周年記念式典を行う。
  - 3月31日 - 廃校。

## 通学区域[3]
全て海津町の地域。
- 松木
- 田中
- 瀬古
- 神桐
- 鹿野
- 成戸
- 福一色
- 平原（平原内野）
- 西島

## 進学先中学校
- 日新中学校